# Priamurski
Priamurski (russisch Приаму́рский) ist eine Siedlung städtischen Typs in der Jüdischen Autonomen Oblast (Russland) mit 4047 Einwohnern (Stand 14. Oktober 2010).

## Geographie
Die Siedlung liegt in der Amurniederung, gut 7 km vom linken Ufer des Amur-Hauptarmes und etwa 3 km von dessen linkem Nebenarm Pemsenskaja entfernt. Sie befindet sich etwa 150 km Luftlinie östlich der Republikhauptstadt Birobidschan, gehört zum Rajon Smidowitsch und ist von dessen Verwaltungszentrum Smidowitsch etwa 80 km in östlicher Richtung entfernt. Nur 10 km östlich von Priamurski, jenseits des Amur, befinden sich die nördlichen Teile der Großstadt Chabarowsk, Verwaltungszentrum der benachbarten gleichnamigen Region, zu der die Grenze der Jüdischen Autonomen Oblast in diesem Bereich vom Amur und seinem linken Nebenarm markiert wird. Bis zum Zentrum von Chabarowsk sind es etwa 15 km.
Zur Stadtgemeinde (gorodskoje posselenije) Priamurski gehören auch die drei umliegenden Dörfer imeni Telmana (6 km östlich am Amur, ‚Thälmann-Dorf‘; bis in die 1990er-Jahre ebenfalls Siedlung städtischen Typs), Ossinowka (11 km südwestlich) und Wladimirowka (8 km südlich).

## Geschichte
Der Ort wurde 1888 von Umsiedlern, Kosaken aus Transbaikalien, als Pokrowka gegründet. Ab 1935 hieß er Molotowo, nach dem damaligen Ministerpräsidenten (Vorsitzenden des Rates der Volkskommissare) der Sowjetunion Wjatscheslaw Molotow. 1958 erhielt der Ort den Status einer Siedlung städtischen Typs unter dem heutigen Namen, der sich auf die Lage am Amur bezieht.

### Bevölkerungsentwicklung
| Jahr | Einwohner |
| ---- | --------- |
| 1959 | 3894      |
| 1970 | 3008      |
| 1979 | 3113      |
| 1989 | 3697      |
| 2002 | 3675      |
| 2010 | 4047      |

Anmerkung: Volkszählungsdaten

## Wirtschaft und Infrastruktur
Bei Priamurski befindet sich eine Station der Transsibirischen Eisenbahn (Priamurskaja, Streckenkilometer 8506 ab Moskau). Anschlussgleise führen nach imeni Telmana und nach Wladimirowka, wo sich Verladestellen am Amur befinden.
Südlich wird die Siedlung von der neuen Trasse der Fernstraße M 58 Amur von Tschita nach Chabarowsk umgangen, Teil der transkontinentalen Straßenverbindung. Östlich der Siedlung, beim Dorf imeni Telmana, beginnen die 1998–2009 faktisch neu erbaute, 2,5 km lange kombinierte Eisenbahn- und Straßenbrücke von Chabarowsk über den Amur sowie der über 7 km lange Tunnel, der den Fluss seit 1942 unterquert.